# Bitwa pod Kaczkowem
Bitwa pod Kaczkowem – walki polskiej II Brygady Litewsko-Białoruskiej płk. Kazimierza Rybickiego z sowiecką 15 Brygadą Strzelców w czasie II ofensywy Frontu Zachodniego Michaiła Tuchaczewskiego w okresie wojny polsko-bolszewickiej.

## Sytuacja ogólna
W pierwszej dekadzie lipca 1920 przełamany został front polski nad Autą, a wojska Frontu Północno-Wschodniego gen. Stanisława Szeptyckiego cofały się pod naporem ofensywy Michaiła Tuchaczewskiego.
Naczelne Dowództwo Wojska Polskiego nakazało powstrzymanie wojsk sowieckiego Frontu Zachodniego na linii dawnych okopów niemieckich z okresu I wojny światowej.
Sytuacja operacyjna, a szczególnie upadek Wilna i obejście pozycji polskich od północy, wymusiła dalszy odwrót wojsk polskich.
1 Armia gen. Gustawa Zygadłowicza cofała się nad Niemen, a 4 Armia nad Szczarę.
Obrona wojsk polskich na linii Niemna i Szczary również nie spełniła oczekiwań. W walce z przeciwnikiem oddziały polskie poniosły duże straty i zbyt wcześnie rozpoczęły wycofanie na linię Bugu.
Plan polskiego Naczelnego Dowództwa zakładał, że 1. i 4. Armia oraz Grupa Poleska powstrzymają bolszewików i umożliwią przygotowanie kontrofensywy z rejonu Brześcia. Rozstrzygającą operację na linii Bug, Ostrołęka, Omulew doradzał też gen. Maxime Weygand.

## Działania wojsk w rejonie Kaczkowa
7 sierpnia grupa gen. Jana Rządkowskiego 8 Dywizją Piechoty obsadzała przedmoście Małkini, a 1 Dywizją Litewsko-Białoruską rzekę Kosówkę. Odwód grupy, II Brygada Litewsko-Białoruska otrzymała zadanie uderzyć na oddziały sowieckiej 5 Dywizji Strzelców maszerujących szosą Ostrów Mazowiecka – Brok z zamiarem sforsowania Bugu. Opanowanie przez Sowietów przepraw w Broku mogło wyprowadzić nieprzyjaciela na tyły grupy gen. Rządkowskiego.
Brygada skoncentrowała się w Daniłowie i na rozkaz dowódcy grupy ruszyła do natarcia. Pod Kaczkowem ubezpieczenia brygady napotkały sowiecką 15 Brygadę Strzelców. Czołowy II batalion  grodzieńskiego pułku strzelców pokonał dolinę rzeki Broczyski, uderzył na 44 pułk strzelców i zdobył wieś. Sowiecki kontratak oskrzydlił pierwszorzutowy batalion i ten wycofał się z Kaczkowa. Wtedy zaatakował I batalion grodzieńskiego ps i wieś powtórnie została zdobyta. Zginął dowódca 2 kompanii ckm sierżant Wojniłowicz, a ranni zostali porucznik Szymański, podporucznik Kuferski i podporucznik Nowojowski. Ponadto pułk stracił 30 zabitych i rannych żołnierzy.
Dalsze natarcie na obsadzoną siłami 45 pułku strzelców Tarkowiznę nie dało pożądanego rezultatu. Silne sowieckie ubezpieczenia skutecznie osłaniały siły główne maszerujące na Brok.
W czasie gdy II BLB walczyła pod Kaczkowem, główne siły 5 Dywizji Strzelców podeszły pod Brok i II Brygadzie Litewsko-Białoruskiej groziło okrążenie. Wobec takiego rozwoju sytuacji, płk Rybicki zrezygnował z kontynuowania działań zaczepnych i brygada wycofała się za Bug.

## Bilans walk
Dwugodzinne starcie pod Kaczkowem, zmusiło II Brygadę Litewsko-Białoruską do zmiany kierunku marszu i skierowanie brygady przez Sumiężne, Glinę i Klukowo do rejonu Płatkownica – Sadoleś. W ten sposób zrezygnowano z zamiaru uderzenia na nieprzyjaciela, którego nie zdołano uchwycić w ruchu. Brygada przeszła przez Bug i stanęła w odwodzie grupy generała Rządkowskiego w rejonie Sadoleś – Płatkownica.